# Persona 5 (манґа)
Persona 5 (яп. ペルソナ5, кириліз.: Перусона 5, досл. «Персона 5») — манґа, написана й ілюстрована Хісато Мурасакі, заснована на відеогрі Persona 5 компанії Atlus.

## Публікації
Серіалізація Persona 5 розпочалася в додатку MangaONE видавництва Shogakukan 15 вересня 2016 року, а з 22 вересня 2016 року вона також публікується на вебсайті Ura Sunday. Станом на травень 2025 року, глави манґи були зібрані у п’ятнадцяти томах у форматі танкобон. Серія ліцензована в Північній Америці видавництвом Viz Media.

### Список томів
| №  | Дата виходу       | ISBN                   |
| -- | ----------------- | ---------------------- |
| 1  | 10 серпня 2017    | ISBN 978-4-09-127750-3 |
| 2  | 12 грудня 2017    | ISBN 978-4-09-128045-9 |
| 3  | 12 квітня 2018    | ISBN 978-4-09-128265-1 |
| 4  | 19 вересня 2018   | ISBN 978-4-09-128520-1 |
| 5  | 10 травня 2019    | ISBN 978-4-09-129199-8 |
| 6  | 17 січня 2020     | ISBN 978-4-09-129540-8 |
| 7  | 19 серпня 2020    | ISBN 978-4-09-850226-4 |
| 8  | 18 березня 2021   | ISBN 978-4-09-850482-4 |
| 9  | 18 жовтня 2021    | ISBN 978-4-09-850755-9 |
| 10 | 18 травня 2022    | ISBN 978-4-09-851110-5 |
| 11 | 12 грудня 2022    | ISBN 978-4-09-851447-2 |
| 12 | 18 серпня 2023    | ISBN 978-4-09-852671-0 |
| 13 | 12 березня 2024   | ISBN 978-4-09-853151-6 |
| 14 | 12 листопада 2024 | ISBN 978-4-09-853698-6 |
| 15 | 12 травня 2025    | ISBN 978-4-09-854099-0 |